# Anastasie de Grande-Pologne
Anastasie (en polonais: Anastazja), née vers 1163 et morte après le 31 mai 1240, est une princesse de la maison Piast, fille du duc Mieszko III de Pologne et d'Eudoxia de Kiev. Elle fut duchesse de Poméranie par son mariage avec le duc Bogusław Ier en 1177 et régente de 1187 à 1208 pendant la minorité de ses fils Bogusław II et Casimir II.

## Biographie
Anastasie est la plus jeune enfant de Mieszko III le Vieux (mort en 1202), duc de Grande-Pologne depuis 1138 et princeps de Pologne à partir de 1173, par sa seconde épouse Eudoxia (morte vers 1187), fille du grand prince Iziaslav II de Kiev.

### Duchesse

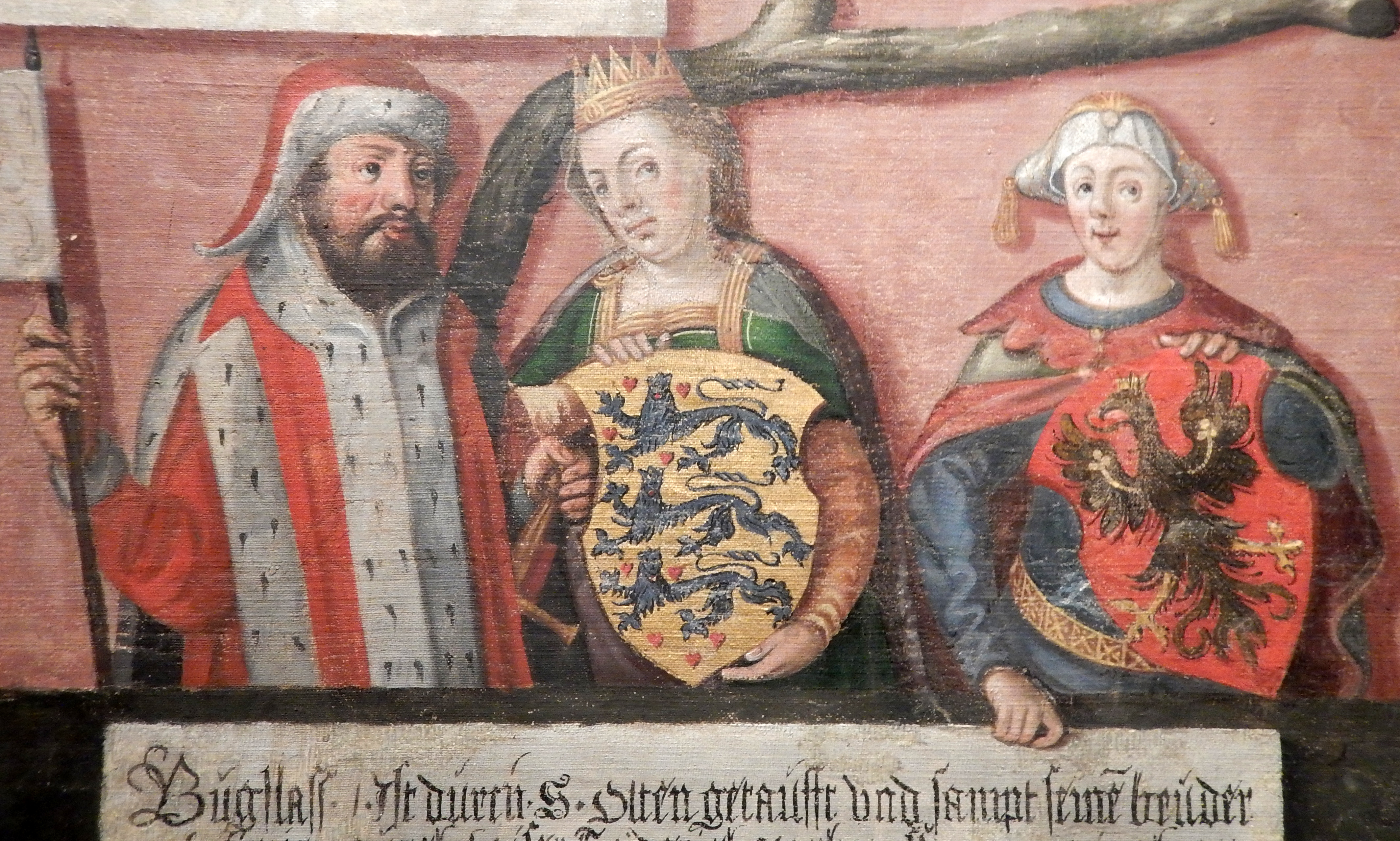
Bogusław et ses deux épouses, illustration dans l'arbre généalogique des Griffon (1598).

Le 26 avril 1177 Anastasie se marie avec Bogusław Ier (mort en 1187), duc de Poméranie issu de la dynastie des Griffon. Ce mariage renforce l'alliance entre Mieszko III, impliqué dans les luttes dynastique des Piast en Pologne, et ses voisins poméraniens, qui a commencé un peu avant avec le mariage la sœur aînée d'Anastasie, Salomée avec Racibor, l'aîné des deux fils de Bogusław Ier, issus de son premier mariage avec Walburge (qui est morte avant le 18 avril 1172). De cette union, Anastasie donne naissance aux deux fils de son époux, Bogusław II en 1178 et Casimir II vers 1180.
Mieszko, détrôné par son frère cadet Casimir II, se fait un allié fidèle en la personne de son beau-fils qui fut le seul à le soutenir quand il était en exil en raison de la rébellion de son fils aîné (et demi-frère d'Anastasia), Odon. En 1181, Bogusław Ier obtienne son duché en tant que fief d'Empire des mains de l'empereur Frédéric Barberousse. Au cours de la même année, le père d'Anastasie put reconquérir les villes de Gniezno et de Kalisz en Grande-Pologne avec le soutien du duc. Ils purent même prendre la résidence de Poznań d'Odon qui finalement se réconcilia avec son père un an plus tard.

### Régente
Les morts des princes du premier mariage de Bogusław Ier, Racibor (1183) et Warcisław (1184), laissèrent les fils d'Anastasie comme les seuls descendants mâles. Le 18 mars 1187, le duc mourut durant une partie de chasse près de Sassnitz; à cette date, ses deux fils survivants, Bogusław and Casimir étaient encore mineurs. Ainsi, ils succédèrent à la tête du duché de Poméranie en tant que co-gouvernant sous la régence de leur mère, qui fut d'abord assistée pour gouverner par Wartislaw, chatelain de Stetin (durant la période 1187–1189) et plus tard par Jaromar Ier, prince de Rügen (durant la période 1189–1198). Cependant, la véritable autorité sur le duché était bien entre les mains d'Anastasie jusqu'en 1208, quand ses fils furent déclarés adultes et commencèrent leur propre règne.

### Fin de vie

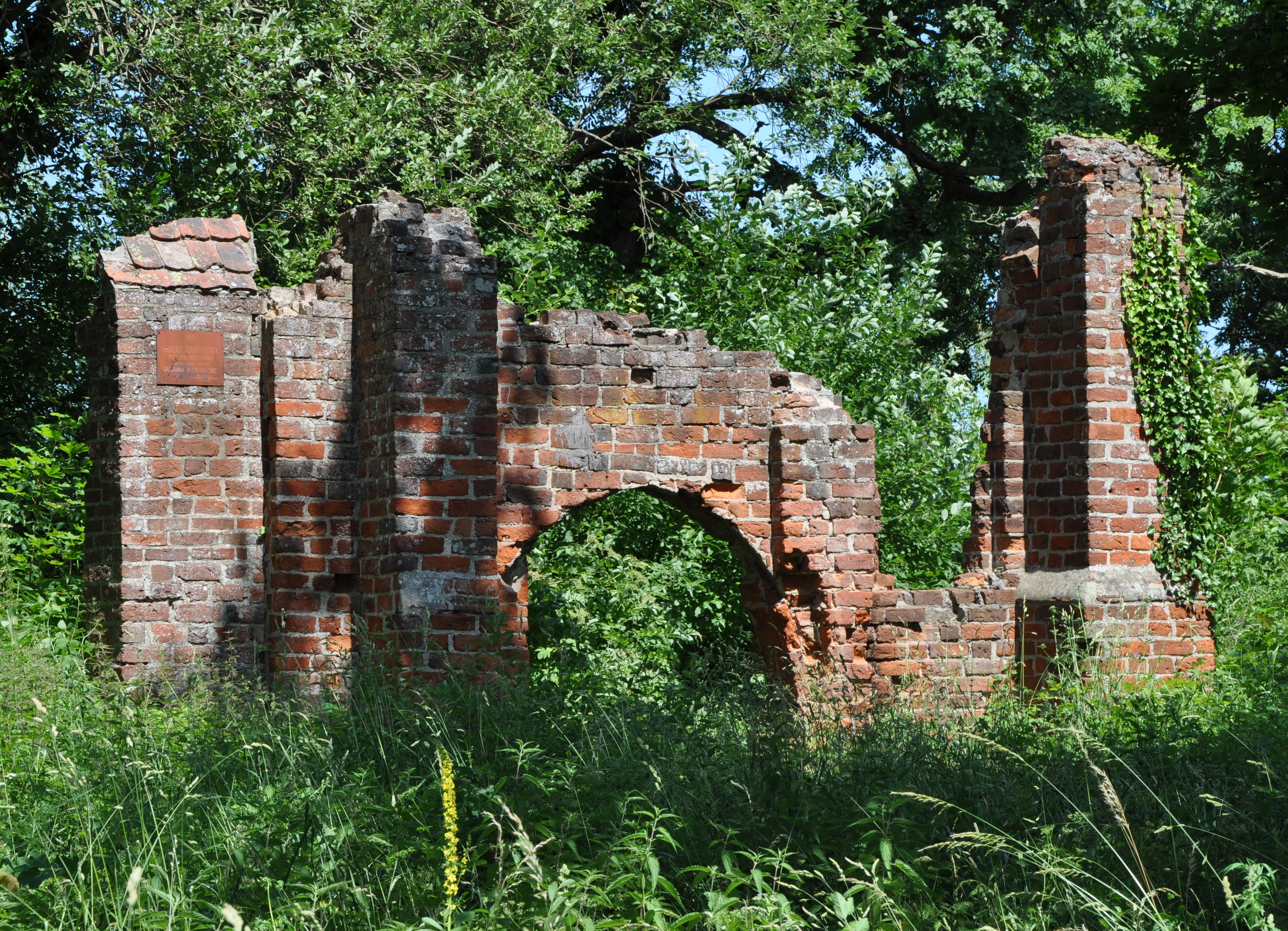
Ruines de l'abbatiale de Wyszkowo.

Anastasie survécut à ses fils : Casimir décéda à la fin de 1219 et Bogusław mourut le 24 janvier 1220. Quatre ans plus tard, le 7 juillet 1224, elle édicta un document sur lequel elle approuve la fondation d'un couvent de religieuses norbertines à Wyszkowo près de Trzebiatów, richement doté par le duchesse lui léguant une part de son veuvage (reçu après son mariage) : vingt châteaux et sept villages. Après la fin de la construction du monastère, Anastasia y emménagea, mais ne prononça jamais les vœux religieux.
La dernière fois qu'Anastasie apparut en public fut le 31 mai 1240, alors que son petit-fils Warcisław III confirmait la fondation du monastère. Elle mourut quelque temps après cette date, avant le 24 juin 1240, et fut enterrée dans cet établissement religieux de Trzebiatów.